# Василий Ливанов
Василий Ливанов (на руски: Васи́лий Бори́сович Лива́нов) е съветски и руски актьор, сценарист, писател, режисьор, Заслужил артист на РСФСР (1981), Народен артист на РСФСР (1988).
Става световноизвестен с въплъщението си в ролята на героя на Артър Конан Дойл – Шерлок Холмс, в цикъла телевизионни филми на съветския режисьор Игор Масленников. За тази си роля Ливанов става лауреат на високата британска награда – Орден на Британската империя (2006).

## Биография
Произлиза от потомствено актьорско семейство. Син е на актьора Борис Ливанов, внук на актьора Николай Александрович Ливанов (Изволски). Неговата майка, Евгения Казимировна (1907 – 1978), е от „най-очарователните московски дами“.
Чести гости в семейство Ливанови са Василий Качалов, Борис Пастернак, Александър Довженко, Николай Черкасов, Михаил Тарханов, Пьотър Кончаловский.
През 1954 година Василий Ливанов завършва Московското средно художествено училище, при Художествената Академия на СССР (1954), след което завършва през 1958 година и Театралното училище „Щукина“, а през 1966 година и Висшата режисьорска школа при Госкино, в класа на Михаил Ром.
Ливанов съчетава интелигентност, душевна тънкост, романтичност и искрени чувства в ранните си екранни образи. Чак в средата на 60-те години на ХХ век, Ливанов се отказва от този вид роли, преминавайки в ново амплоа.
Озвучава около 300 герои в анимационни филми, в това число Карлсон, Крокодила Гена и Удава в анимацията „38 папагала“.
Заедно с Юрий Ентинин и Генадий Гладков създава анимационния филм „Бременские музыканты“.
През 1988 година на Ливанов е присвоено званието „Народен артист на РСФСР“.
На 15 юни 2006 година посланикът на Великобритания в Москва връчва Орден на Британската империя на Василий Ливанов, за най-добре изигран екранен образ на Шерлок Холмс.

## Семейство
Женен е за Елена Ливанова (1949), която е художник на анимационни филми, с която имат три деца – Анастасия (1963, скулптор, член на Московския съюз на художниците), Борис (1974), Николай (1984) и три внука.